# Farès Hachi
Farès Hachi est un footballeur algérien né le 5 novembre 1989 à El Biar (Algérie), évoluant au poste d'arrière gauche au Lyon-Duchère AS, club de troisième division française.

## Biographie
Avec le club de l'ES Sétif, il atteint les huitièmes de finale de la Ligue des champions d'Afrique en 2016.
En juillet 2018, il s'engage avec le club MC Alger pour une durée de deux saisons.

## Palmarès
- Chamois niortais
  - Vice-champion de France de National en 2012

- ES Sétif
  - Champion d'Algérie en 2017
  - Vainqueur de la Supercoupe d'Algérie en 2015

- Sundowns FC
  - Vainqueur de la Supercoupe de la CAF en 2017
  - Champion d'Afrique du Sud en 2018
  - Vice-champion d'Afrique du Sud en 2017

## Distinctions personnelles
- Élu meilleur joueur de la saison 2013-2014 du Grenoble Foot 38 [5]